# Panga (ryba)

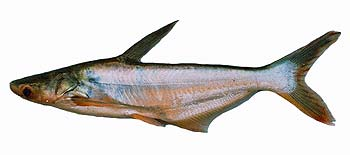
Sum rekini (Pangasianodon hypophthalmus)

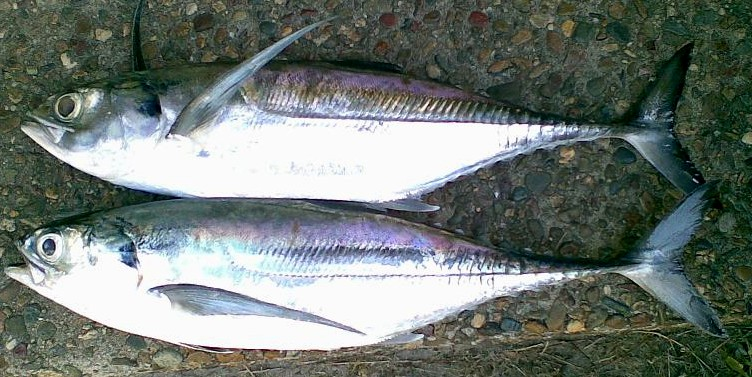
Panga (Megalaspis cordyla)

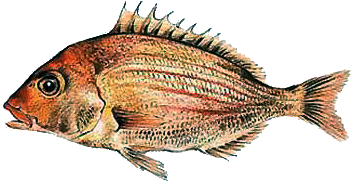
Pterogymnus laniarius w wielu językach znany jest pod nazwą panga

Panga – zwyczajowa lub handlowa nazwa kilku różnych gatunków ryb konsumpcyjnych. W języku polskim nazwa panga używana jest dla określenia:
- Megalaspis cordyla – gatunek z rodziny ostrobokowatych, w wykazie gatunków oznaczona jako panga[1][2] (HAS),
- Pangasianodon hypophthalmus – sum rekini,
- Pangasius pangasius[3], a także inne gatunki z rodzaju Pangasius (określane nazwą sum panga[1]), sprowadzane do Europy w dużych ilościach z wietnamskich hodowli, sprzedawane w sklepach pod handlową nazwą panga[4][5].

W kilku językach (m.in. angielskim, niderlandzkim, portugalskim i słoweńskim) nazwą panga jest określany pangafer (Pterogymnus laniarius).

## Aspekt ekologiczny produkcji
Hodowla pangi jest mniej szkodliwa niż hodowla hodowla ryb drapieżnych – do wyprodukowania kilograma pangi potrzeba 0,4 kg innych ryb, czyli 10 razy mniej niż w przypadku łososia hodowlanego i 75 razy mniej niż w przypadku tuńczyka. Większość ryb, które trafiają na europejski rynek, ma certyfikat jakości ASC (Aquaculture Stewardship Council). Został on ustanowiony przez WWF i IDH i gwarantuje, że ryby pochodzą ze zrównoważonych hodowli, a ich producenci dbają o środowisko.

## Aspekt zdrowotny konsumpcji
W Polsce panga jest trzecią najczęściej spożywaną rybą. Ma białe, jędrne mięso i neutralny smak, ale małą ilość białka oraz mikroskładników. W delcie Mekongu liczne farmy rybne generują odpady, które są nielegalnie odprowadzane do rzeki, zanieczyszczając pangi pozostałościami środków chemicznych, takich jak antybiotyki, środki dezynfekujące i pasożytnicze. Panga nie kumuluje takiej ilości zanieczyszczeń chemicznych w mięsie jak łososie czy tuńczyki, a ilość toksyn w pangach jest bardzo mała. Mimo to, mięso pang jest często zanieczyszczone rtęcią w poziomie znacznie przekraczającym akceptowalny, co wykazało wiele badań – limit wyznaczony przez WHO został przekroczony aż w 50% badanych próbek, a prawie 13% badanych ryb zawierało ponad 0,5 mg rtęci na kg mięsa. Mimo to umiarkowanym spożyciu panga nie dostarcza niedopuszczalnych ilości rtęci. Ponieważ pangi hoduje się w zatłoczonych zbiornikach, ryzyko wystąpienia chorób zakaźnych jest duże. W 70-80% próbek pobranych z pang eksportowanych do Polski, Niemiec i na Ukrainę wykryto skażenie bakterią Vibrio (przecinkowcami), która powoduje zatrucia pokarmowe u ludzi i skorupiaków. Z tego względu zaleca się wybieranie pang, które posiadają certyfikat ekologiczny, oraz unikanie spożywania surowych lub niedogotowanych pang. Panga nie powinna być jedyną spożywaną rybą – należy też konsumować inne gatunki.